# Metallografi

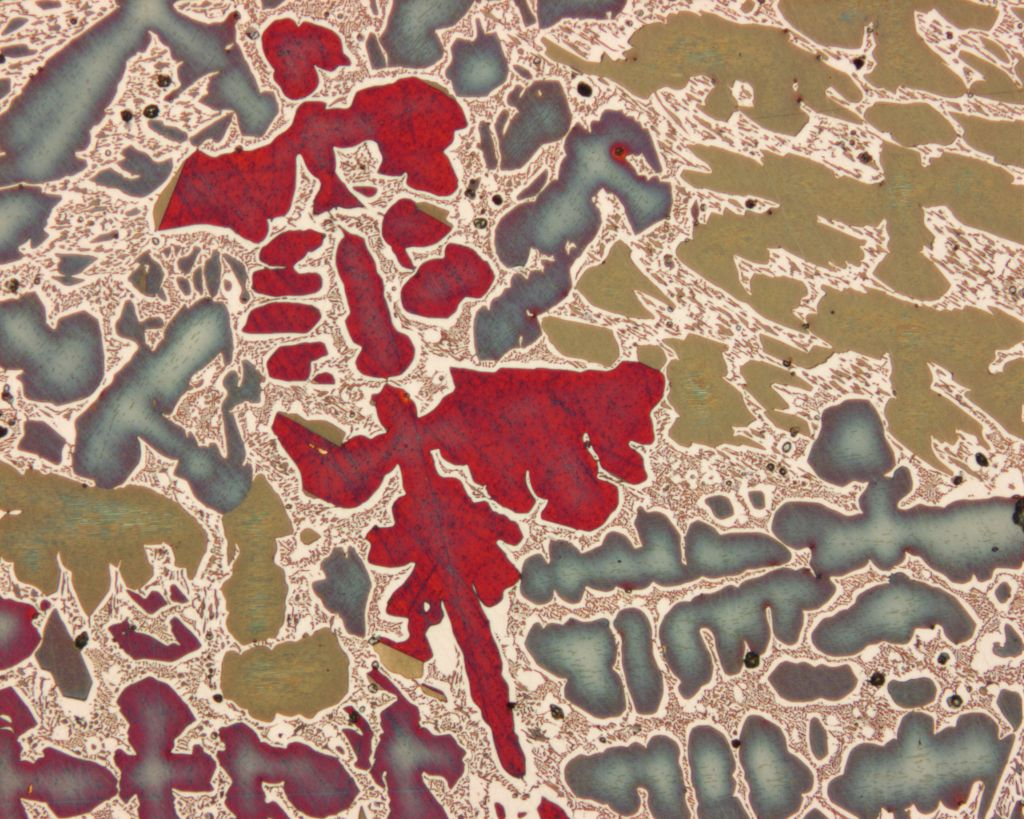
Etsat klockbrons, förstoring 200×

Metallografi är en specialisering inom metallurgi som går ut på studiet av metallers och legeringars struktur och utseende främst studerat genom mikroskop. Metallografin började utvecklas i slutet av 1800-talet.
Metallografens uppgift är att göra en kvalitativ och kvantitativ beskrivning och bedömning av metallers mikrostruktur med hjälp av mikroskop. Utifrån struktur och utseende kan slutsatser dras om materialets egenskaper.
Vid mikroskopiering slipas, poleras och etsas normalt provbiten varefter provbiten granskas i mikroskop eller under lupp. Etsmedlet påverkar metallens yta vilket synliggör till exempel korngränser och olika faser. Det finns en uppsjö av olika etsmedel framtagna för olika metaller. För att undvika fel vid preparering är det viktigt att ha kännedom materialets egenskaper och vilken process materialet genomgått.
Mot bakgrund av det ökande antalet kompositmaterial och legeringar och nya vidareutvecklade material som keramik och polymerer är det vanligt att man använder beteckningen materialografi istället för metallografi för att fånga hela spektrumet av material.
Metallografi används som en del av kvalitetssäkring och skadeanalys samt vid forskning och utveckling.

## Preparering
Precis som icke-metalliska kristaller visar metaller en kristallin struktur som kan beskrivas kvalitativt och kvantitativt. I metallografi tar man fram ett prov, slipar det till hög glans och undersöker provet i ljusmikroskop. En repfri och plan yta som är representativ för materialet behövs för att undersöka materialets mikrostruktur. Det är viktigt att prepareringen av provet inte påverkar ytan genom formförändring, repor eller smörja. Framställning av oklanderliga ytor för prov är i grunden möjligt för alla fasta material även om det kan vara mycket kostsamt för vissa material.
Direkt efter polering gör de skilda reflektionsegenskaperna för metaller och icke-metaller att en första beskrivning av materialets renhet kan göras. Föroreningar visar sig vanligtvis som mörka fält i metallen.
Slipunderlag är papper eller textilduk som slipkorn är fästade vid. Polerunderlag är huvudsakligen duk (filt, sammet, konstfiber, linne). För bästa resultat vid slipning och polering vänds provet 90 grader efter varje slipvarv.

### Slipning och polering
- Våtslipning med SiC-papper med kornstorleken P320/P500/P800/P1000/P1200.
- Förpolering med diamantsuspension med kornstorleken 6 µm, 3 µm, 1 µm på konstsiden eller bomullsduk med alkoholhaltigt smörjmedel.
- Finpolering med aluminiumoxidsuspension, på en ull- eller sammetsduk.

Omsorgsfull rengöring mellan varje slip- och poleroperation är nödvändig för att säkra mot att stora slipkorn från föregående slipning följer med och ger repor på provet. Torkning görs och därefter spolas provet med starkt förångande vätska (vatten, olja) innehållande alkohol, till exempel ren etanol. Provet torkas därefter i en varm eller het luftström så att vätskan förångas och provet blir torrt och fläckfritt.

### Etsning
Om man ska dra slutsatser om provets mikrostruktur är det nödvändigt att etsa provet. I det etsade provet blir materialets verkliga struktur undersökt. Etsningen ska ske omedelbart efter poleringen. Valet av etsmedel följer av materialets sammansättning och storleken på den struktur som ska undersökas.

## Analys

### Analys i ej etsat tillstånd
Provet måste etsas för att man ska kunna göra en full analys av mikrostrukturen. I oetsat tillstånd kan man se följande:
- Porer
- Mikroporer
- Gasblåsor
- Sprickor
- Segringar
- Icke-metalliska inneslutningar, Slagg
- Dåligt reflekterande faser som till exempel grafit, kisel och deras sammansättningar.

### Analys i etsat tillstånd
Om rätt kontrast har tagits fram på provet genom etsning kan man se värmebehandlingstillstånd och kvalitet samt få flera nycklar till framställningsprocess och felorsaker.

### Elektronmikroskop
Förutom ljusmikroskopet kan elektronmikroskop användas. Genom att man med elektronmikroskopet kan undersöka även opolerade ytor kan man undersöka brottytor. Om elektronmikroskopet är utrustad med en detektor för röntgenstrålning kan man avgöra den kemiska sammansättningen genom att analysera röntgenstrålningen som alstras när preparatet beskjuts med elektroner. Genom att analysera diffraktionsmönster som uppstår i transmissionselektronmikroskop eller i svepelektronmikroskop utrustad med en så kallad EBSD-detektor kan man även bestämma kristallstruktur och kristallorientering för enskilda kristaller, s.k. "korn".